# Martino de Martini
Martino de Martini (L'Aquila, 1532 – 25 settembre 1582) è stato un vescovo cattolico italiano.

## Biografia
Nato nel 1532 all'Aquila, entrò nella carriera ecclesiastica all'interno della Compagnia di Gesù. Il 22 marzo 1574 venne nominato vescovo di Lesina da papa Pio V. Il 20 febbraio 1581 fu invece nominato vescovo di San Severo da papa Gregorio XIII, dopo che questi ebbe spostato la cattedra diocesana. Mantenne l'incarico fino alla morte, avvenuta nel 1582.